# Le Meix-Tiercelin
 Le Meix-Tiercelin  es una población y comuna francesa, en la región de Champaña-Ardenas, departamento de Marne, en el distrito de Vitry-le-François y cantón de Sompuis.

## Demografía
| 249 | 203 | 163 | 172 | 150 | 175 |
| Para los censos de 1962 a 1999 la población legal corresponde a la población sin duplicidades (Fuente: INSEE [Consultar]) |     |     |     |     |     |